# Slivoň slíva

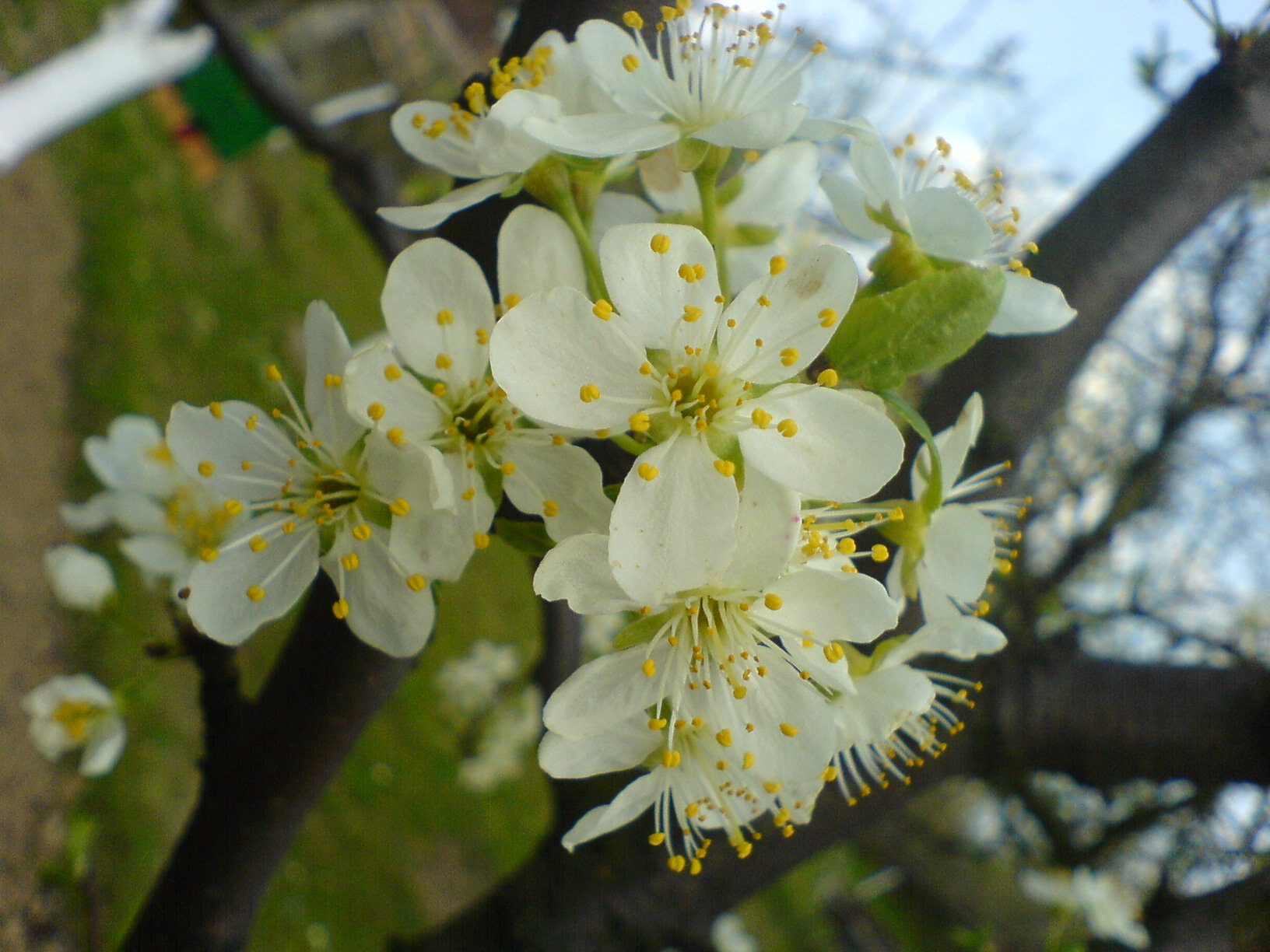
Květy slivoně slívy

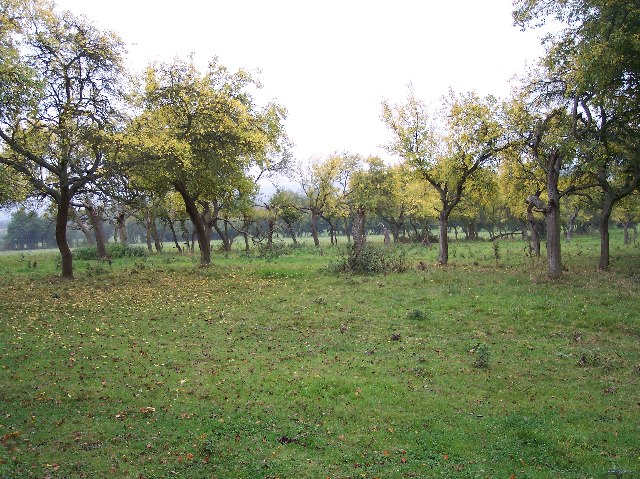
Starý sad slivoně slívy

Slivoň slíva (Prunus domestica subsp. insititia, resp. Prunus insititia), též slivoň obecná či dříve slivoň prcavka, je ovocná dřevina z rodu slivoní, konkrétně z okruhu slivoně švestky (Prunus domestica agg.). Tuto slivoň lze najít zplanělou téměř ve všech mírných polohách Evropy a západní Asie. Za původní lokalitu je pokládána jižní Evropa a sousedící části Asie. Její taxonomické zařazení není ustálené.

## Taxonomie
Tento taxon je hybridního původu, jedná se zřejmě o ustáleného přirozeného křížence druhů slivoň myrobalán (Prunus cerasifera) a slivoň trnka (Prunus spinosa). Pochází z jihozápadní Asie, odkud se pak rozšířila do celého světa. Je blízce příbuzná se slivoní švestkou (Prunus domestica), s níž se dokáže též křížit. Existuje dále řada jejích vnitrodruhových taxonů. Vzhledem k dlouhé historii šlechtění a obrovskému množství kultivarů, vzájemných kříženců, lidových názvů a synonym je situace dosti nepřehledná. Ke klasifikaci tohoto taxonomicky obtížného komplexu, popisovaného někdy pro zjednodušení jako okruh druhů slivoně švestky (Prunus domestica agg.) existují v zásadě dva přístupy:
- Uznává se pouze jediný taxon na úrovni druhu – Prunus domestica – a množství jeho poddruhů: Prunus domestica subsp. oeconomica – švestky, P. d. subsp. insititia – slívy, P. d. subsp. intermedia – pološvestky, P. d. subsp. italica – renklody, P. d. subsp. pomariorum – blumy, P. d. subsp. prisca – modré renklody, P. d. subsp. syriaca – mirabelky, případně ještě další. Tento přístup je běžnější v západoevropské literatuře.[6]
- Uznávají se dva samostatné druhy: Prunus domestica a Prunus insititia; výše jmenované poddruhy jsou pak řazeny jako subspecie či konvariety, resp. skupiny kultivarů ke druhému z nich. Takovým způsobem je uvádí též Květena ČR či databáze Plants of the World.[7][8]

Historická synonyma uvádí Jan Svatopluk Presl v dílech Flora Čechica 1819/99 a v Rostlinopise 1846/477: slivoň prcavka (v Polné zvaná prdlavka a na Moravě sralka v souvislosti s účinkem na trávicí trakt), jako lidové zmiňuje názvy trnoslíva a trnoslívka. František Ladislav Čelakovský uvádí název slíva obecná, případně lidově trnoslívka či prcavka.

## Popis
Stromy slivoně slívy dorůstající výjimečně až do 8 m se na první pohled odlišují od ostatních slivoní také tím, že mají kompaktní, široce rozložitě vejčitou korunu, větve v dolní části téměř vodorovně odstávají až mírně převisají. Kmen tmavohnědý až šedohnědý, podélně rozpukaný, letorosty bývají zprvu plstnaté, stromy jsou dlouhověké. Málokdy vytvářejí keř, ten bývá nepravidelný, řídce polokulovitý s větvemi šikmo vystoupavými do výšky až 3 m.
Listy jsou střídavé s řapíky do 2 cm dlouhými, čepel je 4 až 8 cm dlouhá a 2 až 3 cm široká, eliptická, vejčitá až obvejčitá, hrubě pilovitě zubatá. Báze listů je široce klínovitá, vrcholek špičatý nebo tupý. Lysé listy jsou v mládí chlupaté.
Pětičetné pravidelné květy vyrůstají po dvou nebo po třech, barvu mají bílou až slabě nazelenalou. jsou široké 2 až 2,5 cm, Kališní lístky jsou dlouze vejčité až podlouhlé, korunní široce obvejčité, tyčinek bývá 20 až 25, semeník je jeden. Kvete v dubnu, květy některých kultivarů jsou samosprašné.
Kulovité až elipsoidní plody peckovice, asi 2 až 2,5 cm v průměru, bývají barvy zelenožluté, červenofialové až modročerné. Mají měkkou, hodně šťavnatou dužinu, kterou lze hůře oddělit od pecky. Dužina bývá sladká a chutná, slupka bývá někdy trpká a obtížně se odděluje od dužiny. Pecky bývají menší, oválného tvaru a jsou dosti plné.

## Význam

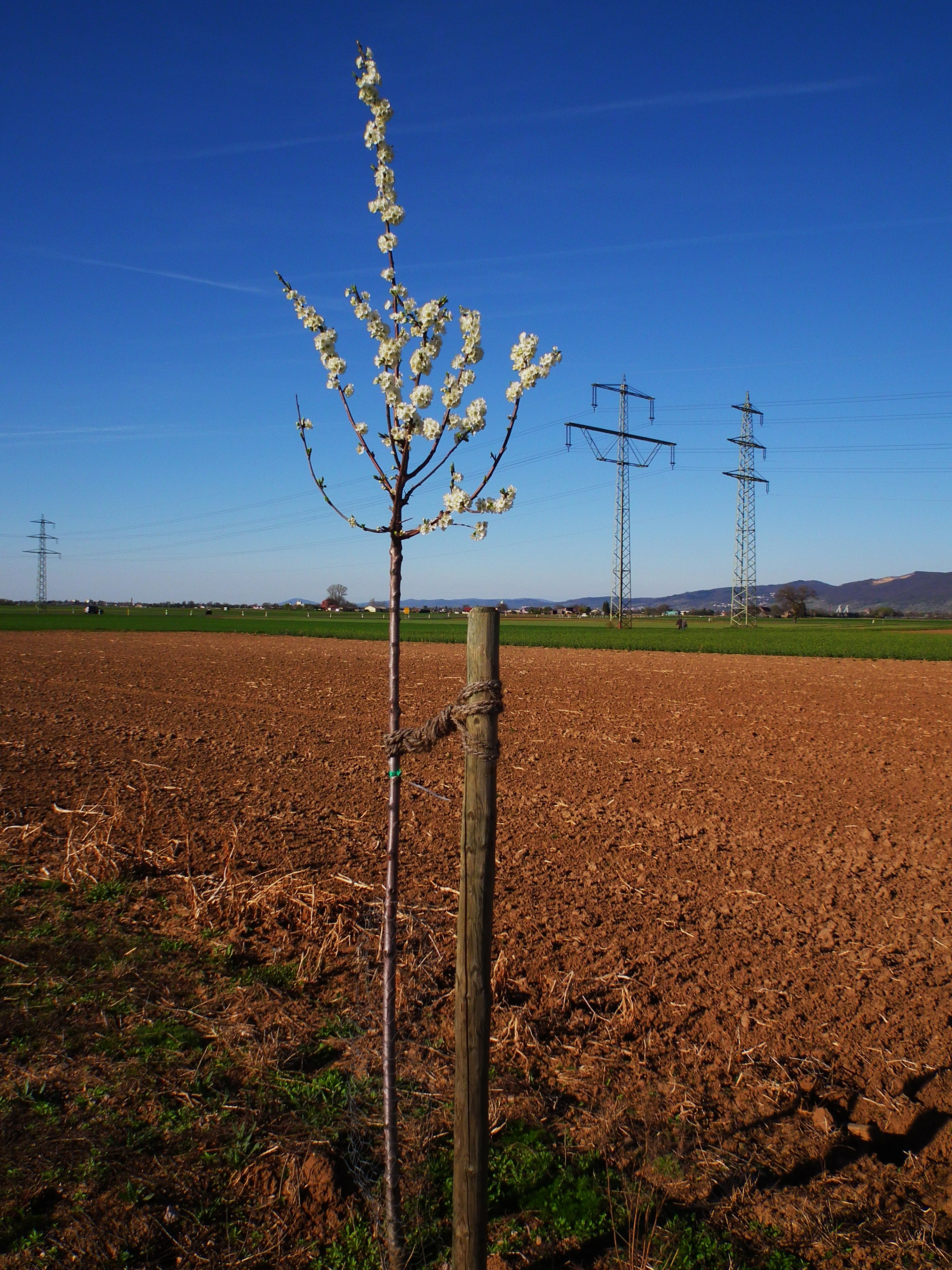
Mladý jedinec v aleji

Sklízí se od července do srpna, protože je to měkké ovoce, trháme je. Dá se jen krátce skladovat, nelze je sušit. Připravují se z něho zavařeniny, želé, jsou vhodné do knedlíků a na moučníky. Přezrálé plody jsou vhodné také pro pálení slivovice.
Slívy mají v průměru více cukru, vitamínu C i minerálních látek draslíku, fosforu, vápníku, hořčíku, železa, mědi, jódu a zinku než jablka a hrušky. Doporučují se při zácpě, ledvinových chorobách,ateroskleróze, dně, revmatismu, vysokém krevním tlaku. Jsou močopudné.
Při domácím odchovu motýla ostruháčka březového (Thecla betulae) slouží listy slivoně slívy jako náhradní strava pro housenky, přestože v přírodě je požírají jen výjimečně.
Samovolné rozšiřování areálu výskytu slivoně slívy může mít i negativní dopady. Například v evropsky významné lokalitě CZ0714076 – Kosíř-Lomy (13 km jihozápadně od Olomouce) narušují slivoně slívy rostoucí v hybridních rojích kvalitu původního společenstva rostlin.

## Pěstování
Vyžadují spíše středně teplé až teplejší polohy a chráněnější stanoviště s ohledem na svou vyšší citlivost k mrazům, zvláště v době květu. Nejvhodnější jsou pro ně půdy středně vlhké, teplejší a hlubší. Lze vysazovat jak na rovinatých pozemcích, tak na svazích, nejlépe na svahy jihozápadní a západní. Méně vhodné jsou svahy východní a jižní. Na těchto svazích dochází v zimě k většímu kolísání teplot, což v předjaří a na jaře může vést ke vzniku mrazových desek. Na jaře na jižních svazích dříve rozkvétají, a jsou proto vystaveny většímu riziku poškození květů mrazem. Naopak na severních svazích je kvetení opožděné, a proto je nebezpečí poškození květů pozdními mrazy menší, ale plody na severních svazích dozrávají později a mívají horší kvalitu.
Významným škůdcem, jehož larvy se vyvíjejí v jádrech pecek, a v důsledku způsobují hromadný opad plodů, je tmavka švestková.

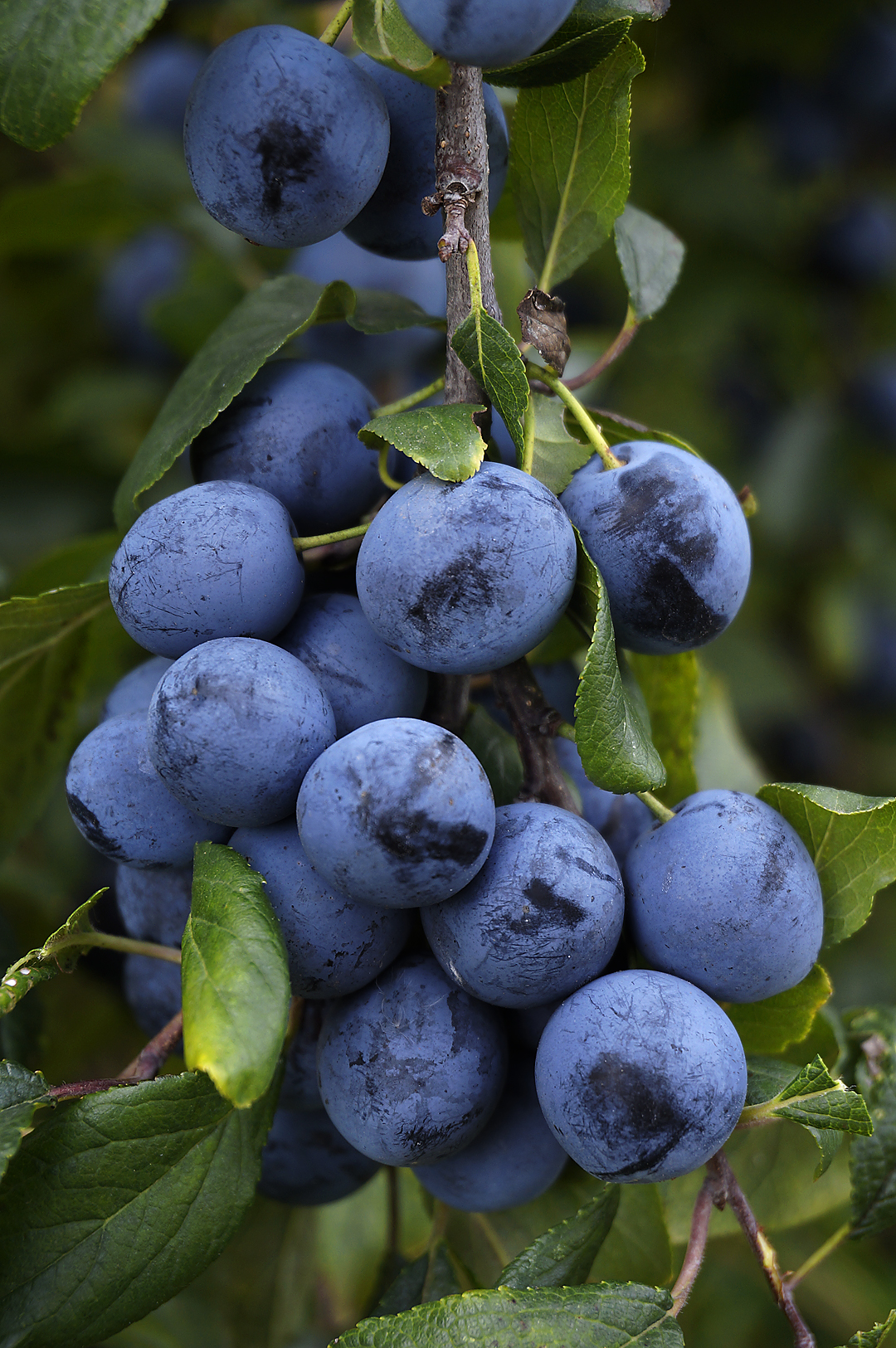
Plody

## Některé odrůdy
Agenská - jedna z nejlepších švestek pěstovaných v USA na začátku 20. století pro výrobu sušených švestek. Je mnoho variant této odrůdy, ale všechny jsou pokládány za vynikající pro domácí sad nebo pro komerční účely. Stromy varianty nesou pravidelně a silně. Ovoce je bohaté na cukr. Vadou je malá plodnost. Odrůda byla známa už ve středověku.
Archduke (Arcivévoda) - stromy tohoto kultivaru jsou střední velikosti. Plodí hojně, plod bývá tmavopurpurové barvy. Na začátku 20. století byla odrůda hodnocena jako hodná pro domácí a tržní použití.
Arktida (slivoň) patří mezi vzrůstem menší odrůdy ale odolné a produktivní. Plody jsou modře zbarveny, střední velikosti.
Bavay -jedna z nejlepších odrůd slivoně. Byla vypěstována ze Zelené renklódy. Stromy tohoto kultivaru jsou střední velikosti a jsou
bujného růstu. Ovoce zraje později. Je vynikající pro přímý konzum a pro konzervaci. Má výrazné aroma, ale nevyrovná se Zelené renklódě.
Bradshaw kultivar patří mezi odolné, produktivní, a pravidelně plodící. Ovoce zraje v spolu s broskvemi, takže má malý hospodářský význam, v této době není poptávka po švestkách.
Burbank Plum (Prunus salicina) je vzrůstná odrůda, ale dřevo je poněkud křehké. Ovoce je červeně zbarveno.
Compass Plum kultivar z původních druhů švestek. Byl propagován na Severozápadě USA. Ovoce je malé a nekvalitní, kultivar je bezcenný v regionech kde mohou být pěstovány lepší kultivary.
Crittenden je kříženec odrůdy Damson. Kultivar je někdy nazýván Cluster Damson a jindy Farleigh. Je řazen vysoko co kvality mezi švestkami v Anglii ale
není žádným favoritem v Americe. Stromy této varianty jsou střední velikosti a produktivní. Je červenavě černé barvy a pokryté silným ojíněním. Dužnina je nazelenale žlutá, pevná, středně šťavnatá, chutná.
Damson je jedním z nejstarších a nejlepších kultivarů slivoně. Jméno tohoto kultivaru je zkomoleninou názvu Damašek, blízko něhož kultivar prý vznikl. Damson je kultivar ohromně adaptabilní různým půdám a klimatu. V otužilosti, bujném růstu a výnosnosti je stěží překonatelný jinou variantou. Ovoce je střední co do velikosti, oválné, a obvykle černé. Je známa velká různorodost u potomků odrůdy Damson, ale varianty jsou pěstovány pod různými jmény. Tyto varianty jsou často řazeny do společné skupiny a jsou nazývány skupina Damson (Damson group). Mnoho z těchto kultivarů překonávají původní odrůdu Damson v kvalitě plodů. Někdy bývá také damson nebo damson plum označení pro veškeré odrůdy zahrnující v druhu Prunus domestica poddruh P. domestica subsp. insititia.
Diamond - kultivar má bujný růst, je odolný a produktivní. Plod má barvu od načervenale purpurové po červenavě černou. Je velký a chutná dobře, ale dužnina je hrubá a aroma slabé, z těchto důvodů je málo používán jako tržní ovoce.
French Damson je kultivarem pocházejícím z odrůdy Damson. Je často nazýván French Plum (francouzská slíva). Stromy této varianty jsou velké, odolné a
nesou hojnost plodů každoročně. Barevně jsou plody tmavě černé a jsou pokryty silným ojíněním. Dužnina je nazelenalá, sladká a šťavnatá.
Frogmore je jednou z nejlepších kříženců odrůdy Damson. Stromy jsou malé a mají trnité větve. Jsou odolné a velmi plodné. Plody jsou co do velikosti střední a červenavě černé se silným ojíněním. Dužnina je zlatavé barvy, sladká, a šťavnatá.
Domácí švestka je jednou z nejstarších pěstovaných švestek. Je známo několik kultivarů, které jsou takto označovány. Stromy jsou
středně velké. Ovoce je červenavě černě zbarveno a má nažloutle zelenou dužninu.
Golden Drop je jedním z nejlepších kultivarů žlutých švestek, ale je vhodný jen pro domácí zahradu.
Grand Duke stromy přicházejí do plodnosti poměrně pozdě. Plod je zbarven tmavočerveně purpurově nebo červenavě
černě a je pokryt silným ojíněním. Švestka má docela dobrou vůni a zvláště se hodí na konzervaci.
Zelená renklóda také známá jak Reine Claude, byla pro mnoho let standardním kultivarem pěstovaných druhů a zaslouží si místo v každém sadu kde může být pěstována.
Gueii - stromy nastupují do plodnosti brzy a plodí hojně, plody jsou chutné. Ovoce je střední velikosti a barevně je tmavočerveně černé se silným ojíněním.
Hawkeye je americká odrůda, zdá se být dobře přizpůsobena chladnému klimatu. Stromy jsou střední velikosti a odolné, plodí každoročně a hojně. Ovoce je nadprůměrné velikosti. Plod je zbarven tmavě červeně. Švestka je sladká, má trpkou pokožku, a je dobré jakosti. Bývá poškozována moniliózou.
Vlaška (slivoň) - plody velké, s fialovou slupkou, ojíněné, aromatické, vhodné pro konzum i na zpracování. Zraje koncem srpna. Růst bujný později střední. Plodnost není vysoká, spíše průměrná, plodí brzy po výsadbě, pravidelně.
Lombardská je jedním z vzrůstných kultivarů švestky domácí, významných v některých státech pro konzervárenské účely. Stromy jsou odolné, produktivní, a pravidelně plodící, někdy používán jako podnože pro slabě vzrůstné odrůdy. Ovoce je dobré velikosti a vzhledu. Jeho barva je purpurová se silným ojíněním. Jeho kvalita je docela dobrá pro konzervaci ale horší pro další účely. Je pojmenována po poštmistrovi Danielu Lombardovi ze Springfieldu jménem Lombard Plum.
Middleburg stromy kultivaru jsou střední velikosti, odolné a obvykle dosti plodné. Kultivar je vynikající pro domácí zahrady ale může být pěstován i komerčně. Ovoce je dobré velikosti. Slupka plodu kolísá barevně od světlé k tmavé lesklé červeni se silným ojíněním.
Miner je stará odrůda z které bylo vykříženo množství dalších kultivarů. Stromy jsou robustní a obvykle produktivní. Ovoce je střední velikosti, tmavě červené, dobré jakosti a je obzvláště vhodné pro kuchařské použití.
Monarch je jedním z nejpopulárnějších nedávno vzniklých pěstovaných kříženců. Stromy jsou střední velikosti a vzrůstu. Ovoce je dobré velikosti a formy, syté purpurové barvy. Kvalita, ať tak nebo onak, není nejlepší.
Moreman má bujný růst, slupka plodu je jasně červená a příjemné vůně. Plod je malý a pro tento důvod neuspokojivý.
October - stromy začínají plodit dlouho po výsadbě ale pak nesou uspokojivé plody pravidelně, rudé, šťavnaté, a dobré vůně. Plod je velký.
Pond - stromy této variety jsou střední velikosti a vzrůstné. Ovoce je větší než u ostatních kříženců. Slupka je purpurové barvy a plod velmi příjemného vzhledu, ale je jen průměrné kvality.
Pottawattamie je kultivar druhu Prunus munsoniana, stromy tohoto druhu jsou nízké, bujně rostoucí a produktivní. Bude růst tak daleko na severu. Ovoce je
průměrné co do velikosti. Barva slupky je rybízově červená. Je příjemné vůně a dobré tržní jakosti.
Qxiaclveiiboss je kultivar pěstovaných druhů. Stromy jsou velké, bujně rostoucí a odolné,ale podle všeho málo plodné. Plod je velké velikosti, má tmavou
purpurovou barvu, a je pokryt ojíněním. Je sladký a příjemné vůně. Je vynikající tržní švestkou.
Satsuma - stromy této varianty jsou prostředně velké. Oni jsou docela odolné ale méně plodné. Plod je střední velikosti a má tmavou, matnou barvu. Dužnina je tmavě červená. Ovoce je nejlepší z červených švestek pro přímý konzum a na zpracování. Může trpět moiliózou.
Shropshire (slivoň), je kříženec druhu insititia je pravděpodobně nejznámější varietou z těch, které vyvinuly se ze skupiny Damson variet. Stromy překonají všechny další kultivary P. insititia v odolnosti, růstu a zdravotním stavu. Tyto vlastnosti dělají kultivar hlavním favoritem. Plod je jedním z nejlepších švestek pro zpracování, ale může sloužit i pro přímý konzum, když je plod plně dozrálý nebo lehce namrzlý. Ovoce je velmi dobré velikosti a kvality, ale v obou z těchto věcí je překonán to francouzskými kultivary. Barva je červenavě černá se silným ojíněním.
Washington (slivoň) je kultivar pěstovaných druhů a jedním z nejlepších kultivarů, které byly vyšlechtěny ze Zelené renklódy. Stromy tohoto kultivaru jsou velké,
vzrůstné, odolné a velmi produktivní. Ovoce je velké na kultivar vyšlechtěný ze Zelené renklódy. Plod je nazelenalé žlutý nebo světle žlutý, příjemné vůně. Tyto švestky jsou nepřekonané pro přímý konzum.
Wayland (slivoň) je kultivar vyšlechtěný, aby odolal horkému, suchému počasí lépe než jiné kultivary. Stromy jsou velké, odolné a produktivní. Ovoce, které je malé a tmavé, rybízově červené barvy. Je trpký ale dobré tržní jakosti a je vynikající na rosoly. Plody zrají velmi pozdě.
Wild Goose je kultivar druhu P. munsoniana. Stromy jsou velmi velké. Ovoce zraje brzy, je střední velikosti, jasně červené barvy a dobré vůně. Pokožka švestek této varianty je tuhá.
Wolf (slivoň) je kultivar dobře přizpůsobený k pěstování v severní části Mississippi Valley. Stromy této varianty jsou velké, odolné a plodné. Ovoce je malé velikosti, a matně karmínové barvy. Je vhodný pro zpracování a trh.
Yellow Egg - švestka je kultivar pěstovaných druhů. Kultivar je velký, odolný, a produktivní. Ovoce je vhodné jen pro kuchařské použití.
V České republice jsou množeny kultivary:
- 'Malvazinka', plod velký, růžový až modročervený, sklízí se v prvé polovině srpna, nižší odolnost proti mrazu a střední proti šárce, cizosprašný kultivar vhodný pro přímý konzum.
- 'Opál (slivoň)', plod střední, sklízí se v prvé polovině srpna, vysoká odolnost proti mrazu a tolerantní proti šárce, samosprašný kultivar vhodný pro přímý konzum.
- Domácí švestka
- Vlaška (slivoň)
- Zelená renklóda

Jedním z tradičních staročeských kultivarů slivoně slívy je i špendlík, celým jménem Prunus domestica L. subsp. insititia cv. 'Pomariorum' ( Boutigny). Vypadá jako menší žlutá švestka, je tedy oválný, dužinu lze oddělit od pecky a je velice lahodné chuti.